# عفريت ترانزيت (فلم)
عفريت ترانزيت فيلم كوميدي مصري من إنتاج سنة 2020. الفيلم من إخراج ياسر هويدي، ومن تأليف أحمد عامر وتامر عبد الحميد وعمر سامي، ومن بطولة بيومي فؤاد وأسماء أبو اليزيد ومحمد ثروت وأحمد فتحي ومحمود الليثي وهدى مجد تم إصدار الفيلم في مصر 11 نوفمبر 2020 

## ملخص القصة[1]
يتناول العمل قصة بائع مخدرات زوزا ( محمد ثروت ) يتعرض للعديد من المشاكل واتهامه في جريمة قتل لـشكري (سامي مغاوري ) ، الأمر الذي يدفعه لمحاولة البحث عن براءته والسير في طريق التوبة.

## هوامش[1]
- كان العنوان المبدئي للعمل هو (حضور وانصراف)، ثم تم تغييره إلى (عفاريت في إجازة) ثم (عفريت ترانزيت).
- حقق الفيلم في ثلاث أيام من عرضة فقط 406 آلاف و642 جنيها مصريا [2]

## طاقم العمل[3]

### تمثيل
- بيومي فؤاد في دور بوما ، بيرم
- أسماء أبو اليزيد في دور مروة جمال أخت زوزا
- محمد ثروت في دور زوزا جمال
- أحمد فتحي في دور عارف لص الخزن التائب
- محمود الليثي في دور عادل - دووله
- هدى مجد في دور نجاح
- محمود حافظ في دور شبكة
- محمد جمعة في دور ماجد
- سامي مغاوري في دور شكري صاحب حضانة جدو شكري
- فريدة سيف النصر في دور كوثر الأم
- محمد الصاوي في دور جمال الأب
- أحمد فهمي  (ضيف شرف)
- مصطفى خاطر (ضيف شرف) في دور العريس
- أسامة عبد الله في دور فرد الأمن بالحضانة
- صفاء جلال في دور سماح بائعة الورد
- عبد العزيز حسين
- أحمد مظهر في دور ضابط
- شيكو (ضيف شرف) في دور الحاج محمد أحمد
- محمد عبدالرحمن  (ضيف شرف)
- حمدي الميرغني  (ضيف شرف) في دور عامل البرنزية

### تأليف
- أحمد عامر
- تامر عبد الحميد
- عمر سامي

### إخراج
- ياسر هويدي

### إنتاج
- تامر مرسي

## تاريخ العرض[1]
| البلد                    | تاريخ العرض    |
| ------------------------ | -------------- |
| مصر                      | 11 نوفمبر 2020 |
| المملكة العربية السعودية | 12 نوفمبر 2020 |
| الإمارات العربية المتحدة | 12 نوفمبر 2020 |
| قطر                      | 12 نوفمبر 2020 |